# Otto von Arlt
Ernst Otto Arlt, seit 1868 von Arlt (* 8. März 1818 auf Schloss Matzenbach; † 24. März 1892 in Neu-Ulm) war ein preußischer Generalmajor und Ingenieur vom Platz in Ulm.

## Leben

### Herkunft
Seine Eltern waren Heinrich von Arlt (1778–1869) und dessen Ehefrau, Luise Friederike Dorothee, Freiin von Landsee (1793–1871). Sein Vater war württembergischer Oberst und Kommandant der Festung Hohenasperg sowie Ritter des Militärverdienstordens. Er hatte noch sieben Geschwister, von denen vier Brüder eine Militärkarriere in der Württembergischen Armee einschlugen.

### Militärkarriere
Nach dem Besuch der Offiziersbildungsanstalt in Ludwigsburg trat Arlt am 3. Oktober 1837 als Unterleutnant mit Patent vom 7. Oktober 1837 in die Württembergische Armee ein und wurde wenige Tage später zur Garnisonskompanie auf dem Hohenasperg überwiesen. Ab Anfang Oktober 1840 versah er seinen Dienst im 5. Infanterie-Regiment und war vom 16. Mai 1842 bis zum 8. November 1857 zum Festungsbau nach Ulm kommandiert. In dieser Zeit wurde er am 1. Juni 1842 zum Oberleutnant befördert und Ende Juli 1842 zur Ingenieurabteilung des Generalstabs versetzt. Dort avancierte Arlt Ende Januar 1851 zum Hauptmann und trat 9. November 1857 zum Ingenieurkorps in Ulm über. Er wurde am 24. Juni 1862 zum Major befördert und zeitgleich zum Kommandanten des Ingenieurkorps und Genieunterdirektors der Festung Ulm ernannt. Am 13. September 1866 folgte seine Beförderung zum Oberstleutnant und am 13. April 1867 die Ernennung zum Geniedirektor der Festung Ulm auf beiden Donauufern. Am 17. April 1868 wurde er zum Oberst befördert und im gleichen Jahr mit dem Ritterkreuz des Ordens der Württembergischen Krone ausgezeichnet. Mit der Verleihung war die Erhebung in den persönlichen Adelsstand verbunden.
Während des Krieges gegen Frankreich nahm Arlt an den Belagerungen von Paris und Belfort teil. Für sein Wirken erhielt er im Juni 1871 das Ritterkreuz II. Klasse des Kronen-Ordens und das Komturkreuz II. Klasse des Friedrichs-Ordens mit Schwertern sowie am 25. Oktober 1871 das Komturkreuz des Bayerischen Militärverdienstordens.
Durch die Militärkonvention wurde Arlt am 21. Januar 1875 als Oberst mit Patent vom 13. April 1868 in den Verband der Preußischen Armee übernommen und als Ingenieuroffizier vom Platz in Ulm angestellt. Am 18. April 1875 erhielt er den Charakter als Generalmajor, und König Karl würdigte ihn im selben Jahr mit dem Komturkreuz des Ordens der Württembergischen Krone. Unter Verleihung des Ritterkreuzes II. Klasse mit Eichenlaub des Roten Adlerordens wurde Arlt am 18. Mai 1876 seine Abschied mit Pension bewilligt.
Bereits während seiner aktiven Dienstzeit war Arlt als Heimatforscher sowie als Mitglied des Vereins für Kunst und Altertum in Ulm und Oberschwaben tätig. 
Er starb am 24. März 1892 in Neu-Ulm und ist auf dem Alten Friedhof in Ulm begraben.

### Familie
Arlt heiratete am 16. Januar 1848 in Ulm Luise Günzler. Aus der Ehe gingen der Sohn Alfred (* 1848), der Premierleutnant wurde und unverheiratet starb, sowie die Tochter Lucie (* 1850) hervor.

## Schriften
- Bauanlage des Münsters in Ulm. In Württembergische Vierteljahrshefte für Landesgeschichte.

Band 1, 1878, S. 48 f.
Band 4, 1881, S. 38.
- Die Jahreszahl 1256 am Münster. Band 1, 1878, S. 240.
- Die Ausgrabungen auf dem Kirchhof in Ulm. In Württembergische Vierteljahreshefte für Landesgeschichte. Band 3, 1880, S. 262 f.